# Kwartet Roberta

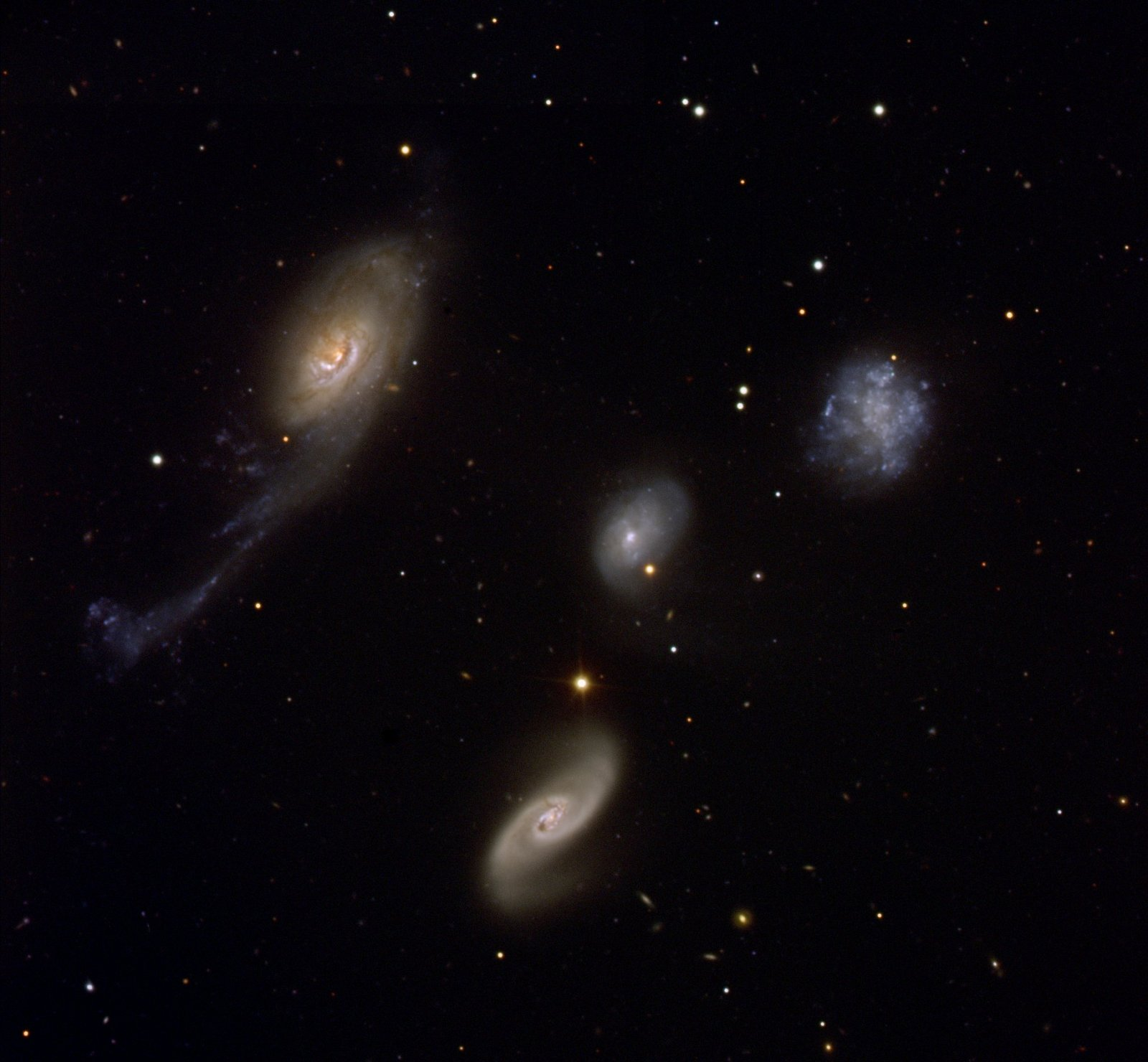
Kwartet Roberta

Kwartet Roberta (również Rose 34, AM 0018-485) – zwarta grupa galaktyk powiązanych ze sobą grawitacyjnie. Do Kwartetu Roberta należą cztery galaktyki: NGC 87, NGC 88, NGC 89 oraz NGC 92 znajdujące się w odległości około 160 milionów lat świetlnych od Ziemi w konstelacji Feniksa. Zostały odkryte w latach 30. XIX wieku przez Johna Herschela. Grupa ta została nazwana Kwartetem Roberta na cześć Roberta Freedmana, astronoma współpracującego przy tworzeniu mapy południowej części nieba katalogu Atlas Osobliwych Galaktyk. 
Galaktyka NGC 87, galaktyka nieregularna widoczna na zdjęciu w prawym górnym rogu, przypomina towarzyszące Drodze Mlecznej Obłoki Magellana. Galaktyka NGC 88 znajdująca się w środku grupy to galaktyka spiralna otoczona gazową otoczką. NGC 89, znajdująca się na dole z lewej strony, to kolejna galaktyka spiralna w grupie, ma dwa wielkie ramiona. Galaktyka NGC 92, największa w grupie, znajdująca się z lewej strony, to klasyczna galaktyka spiralna o wyjątkowym wyglądzie. Jedno z jej ramion spiralnych o długości 100 tysięcy lat świetlnych zostało znacząco odkształcone na skutek oddziaływania grawitacyjnego z pozostałymi galaktykami grupy. Ramię to zawiera znaczne ilości pyłu. Kwartet Roberta stanowi klasyczny przykład zwartej grupy galaktyk.
W galaktyce NGC 92 odkryto ponad 200 obszarów H II o rozmiarach od 500 do 1500 lat świetlnych. W galaktyce NGC 87 znaleziono ich już jednak zaledwie 56, a w pozostałych dwóch galaktykach tylko kilka. Jednak w galaktyce NGC 88 odkryto dwie struktury o skomplikowanej budowie, zaś NGC 89 ma wokół swojego centrum pierścień materii, w którym zachodzi proces intensywnego formowania gwiazd. Cały Kwartet Roberta wykazuje więc objawy wzmożonej aktywności gwiazdotwórczej, co prawdopodobnie jest skutkiem wzajemnego oddziaływania grawitacyjnego poszczególnych składników tej zwartej grupy.
Całkowita obserwowana wielkość gwiazdowa kwartetu wynosi około 13m, zaś najjaśniejsza galaktyka do niego należąca ma jasność około 14,29m. Jądra czterech galaktyk mieszczą się na niebie w obszarze o promieniu 1,6' łuku, co oznacza, że znajdują się na przestrzeni około 75 tysięcy lat świetlnych.

## Galaktyki Kwartetu Roberta
| Nazwa  | Typ          | Odległość od Słońca (w mln lat świetlnych) | Wielkość gwiazdowa |
| ------ | ------------ | ------------------------------------------ | ------------------ |
| NGC 87 | IBm pec.     | ~160                                       | +14,5              |
| NGC 88 | SB(rs)a pec. | ~160                                       | +15,21             |
| NGC 89 | SB0(s)a pec. | ~160                                       | +14,57             |
| NGC 92 | SAa pec.     | ~160                                       | +14,29             |